# 山崎猛 (政治人物)
山崎猛（1886年6月15日—1957年12月27日），日本政治人物，出身於茨城縣水戶市。
舊制第一高等學校中途退學，歷任代用教員、新聞記者、新聞社社長。1920年進入政界，由立憲政友會首次當選國會眾議員。1936年成為廣田內閣農林政務次官。1946年成為第38代眾議院議長，是舊憲法下最後一任議長。
1948年擔任民主自由黨幹事長期間，發生山崎首班工作事件，盟軍駐日總司令部（GHQ）民政局策劃不讓民主自由黨總裁吉田茂出任內閣總理大臣，而讓山崎頂替。山崎意識到自己可能被陰謀利用作為分裂黨的工具，決定辭去眾議院議員職務，直接失去成為首相的資格。
1949年總選舉重新成為眾議院議員。之後再第三次吉田內閣先後出任運輸大臣、經濟審議廳長官。
| 議會席位        | 議會席位                         | 議會席位        |
| --------------- | -------------------------------- | --------------- |
| 前任： 樋貝詮三 | 眾議院議長 第38代：1946年—1947年 | 繼任： 松岡駒吉 |
| 官衔            |                                  |                 |
| 前任： 大屋晋三 | 運輸大臣 第13代：1950年—1951年   | 繼任： 村上義一 |
| 前任： 周東英雄 | 經濟審議廳長官 第2代：1952年     | 繼任： 池田勇人 |
| 政党职务        |                                  |                 |
| 前任： 結党     | 民主自由黨幹事長 初代：1948年    | 繼任： 廣川弘禪 |